# René Lesson
René Primevère Lesson (ur. 20 marca 1794 w Rochefort, zm. 28 kwietnia 1849 tamże) – francuski chirurg, przyrodnik, ornitolog i herpetolog.

## Życiorys
Urodził się w Rochefort. W wieku 16 lat zaczął uczęszczać do akademii medycznej marynarki wojennej (Naval Medical School w Rochefort). Służył we francuskiej marynarce wojennej w trakcie wojen napoleońskich; w roku 1811 był trzecim chirurgiem na fregacie Saale i w roku 1813 drugim chirurgiem na okręcie Regulus.
W roku 1816 Lesson zajął się farmacją. Służył na okręcie Louisa Isidora Duperreya w trakcie jego podróży dookoła świata na okręcie La Coquille (1822–1825), w trakcie której kolekcjonował eksponaty wraz z jego współpracownikiem, chirurgiem Prosperem Garnotem i oficerem Dumontem d’Urville’em. W trakcie wizyty na Molukach i Nowej Gwinei, Lesson stał się pierwszym przyrodnikiem, który zobaczył na żywo cudowronki (ptaki rajskie).
Po powrocie do Paryża spędził siedem lat na przygotowaniach sekcji o bezkręgowcach w raporcie z ekspedycji o tytule Voyage autour du monde entrepris par ordre du Gouvernement sur la corvette La Coquille (publikowanym od 1826 do 1839). W tym okresie napisał także dzieła Manuel d’Ornithologie (1828), Traité d’Ornithologie (1831), Centurie Zoologique (1830–1832) oraz Illustrations de Zoologie (1832–1835). Lesson wydał także kilka monografii na temat kolibrowatych (Trochilidae) oraz jedną na temat cudowronek:
- Histoire naturelle des oiseaux-mouches. ouvrage orné de planches (1829–1831),
- Histoire naturelle des Colibris suivie d’un supplement a l’histoire naturelle des oiseaux-mouches (1831–1832),
- Les trochilidées ou les colibris et les oiseaux-mouches (1832),
- Histoire naturelle des oiseaux de paradis et des épimaques; ouvrage orné de planches, dessinées et gravées par les meilleurs artistes (1835).

Opisał wiele nowych gatunków płazów oraz gadów.
W 1831 roku został profesorem farmacji i stał się jednym z najbardziej cenionych farmakologów w Rochefort (1835). Na bazie doświadczenia zdobytego podczas bycia lekarzem w marynarce wojennej stworzył dwutomowe dzieło Manuel d’histoire naturelle medicale, et de pharmacographie (1833), z założenia mające służyć jako vademecum dla lekarzy służących w marynarce wojennej.
W roku 1828 został członkiem korespondentem Académie de Médecine, a w roku 1833 członkiem korespondentem Académie des Sciences. W roku 1847 został odznaczony Legią Honorową. René Primevère Lesson bywa mylony ze swym bratem, Pierre’em Adolphe’em Lessonem (1805–1888), który brał udział w ekspedycji okrętu Astrolabe (1826–1829) pod komendą Jules’a Dumonta d’Urville’a.

## Wybrane publikacje
- (1833) Manuel d’histoire naturelle medicale, et de pharmacographie[8]
- (1837) Journal de la navigation autour du globe, de la frégate La Thétis et de la corvette L’Espérance, pendant les années 1824, 1825 et 1826. Publié par ordre du roi sous les auspices du Département de la marine par baron de Bougainville[9]
- (1838) Compléments de Buffon[10]
- (1843) Histoire naturelle des zoophytes. Acalèphes[11]